# Sphingonotus turcicus
Sphingonotus turcicus är en insektsart som beskrevs av Boris Petrovich Uvarov 1930. Sphingonotus turcicus ingår i släktet Sphingonotus och familjen gräshoppor.

## Underarter
Arten delas in i följande underarter:
- S. t. turcicus
- S. t. kocaki